# قسم عنافجة الريفي
قسم عنافجة الريفي (بالإنجليزية: Anaqcheh Rural District)‏ هي قسم وتقع في إيران في البلدة المركزية. يقدر عدد سكانها بـ 22,692 نسمة .